# Бертран, Поль
Поль Бертран (фр. Paul Bertrand, полное имя  Paul Charles Édouard Bertrand; 1879–1944) — французский учёный-палеоботаник.

## Биография
Родился 10 июля 1879 года в городе Лос французского департамента Нор, сын ботаника Шарля Эжена Бертрана (1851—1917).
Учился в Университете Лилля, где получил степень магистра в области естественных наук в 1903 году и докторскую степень в области наук в 1909 году. Преподавал ботанику в этом же университете на кафедре палеоботаники, специально созданной для него в 1927 году. 
С 1933 года Поль Бертран работал на кафедре Сравнительной анатомии живых растений и окаменелостей (Anatomie comparée des végétaux actuels et fossiles) в Национальном музее естественной истории в Париже. C 1938 года до конца жизни он занимал пост председателя этой кафедры.
В числе его важных работ: Bassin houiller de la Sarre et de la Lorraine (1930-1932), Liste provisoire des sphenoptéris du bassin houiller du Nord de la France (1944) и Végétaux vasculaires, introduction à l'étude de l'anatomie comparée, suivie de notes originales (1947, издана после смерти).
Умер 24 февраля 1944 года в Париже. Был похоронен на кладбище города Сен-Жермен-ан-Ле.
Стандартная аббревиатура P.Bertrand используется для обозначения этого учёного в качестве автора в ссылках на ботанические названия.

## Заслуги
- Вице-президент Международной ботанической ассоциации Кембриджа (1930);
- Вице-президент Международной ботанической ассоциации Амстердама (1936);
- Почетный член Королевского общества Бельгии (Société Royale Belgique);
- Действительный член общества Société des Sciences du Nord;
- Член общества Société industrielle du Nord de la France;
- Награжден орденом Почетного легиона (1933) и орденом Академических пальм.